# Manuel Verdes Regueira
Manuel Verdes Regueira (* 20. Jahrhundert; † 1. Dezember 2012 in Montevideo) war ein uruguayischer Fußballspieler.
Manuel "Coco Verdes Regueira spielte von 1954 bis 1961 für Racing Club de Montevideo. In diesem Zeitraum gewann er in den Jahren 1955 und 1958 insgesamt zweimal die Meisterschaft der Divisional B und stieg in die Primera División auf. Er wurde in Montevideo auf dem Cementerio Norte beigesetzt.

## Erfolge
- 2× Uruguayischer Zweitligameister (1955, 1958)